# Leporinus bahiensis
Leporinus bahiensis es una especie de pez de agua dulce del género Leporinus, de la familia Anostomidae. Se distribuye en aguas cálidas y templado-cálidas del centro de Sudamérica.

## Distribución y hábitat
Este pez se distribuye en el centro-este de América del Sur, en el estado de Bahía, en el este del Brasil, y en la cuenca del Plata, subcuenca del río Alto Paraná en el este de São Paulo, y con registro posible en el nordeste del Paraguay.
Se reproduce en parejas, en lugares densamente vegetados.

## Taxonomía
Esta especie fue descrita originalmente en el año 1875 por el zoólogo austríaco, especializado en Ictiología, Franz Steindachner.
Etimología
Leporinus viene de las palabras en latín lepus y leporis que significa 'conejo', en referencia a la semejanza de sus dientes con los del lagoformo. El término específico bahiensis hace alusión a Bahía, Brasil, origen del ejemplar tipo.